# University Park (Maryland)
University Park és una població dels Estats Units a l'estat de Maryland. Segons el cens del 2000 tenia 2.318 habitants.

## Demografia
Segons el cens del 2000, University Park tenia 2.318 habitants, 877 habitatges, i 637 famílies. La densitat de població era de 1.790 habitants per km².
Dels 877 habitatges en un 33,9% hi vivien nens de menys de 18 anys, en un 61,6% hi vivien parelles casades, en un 8,1% dones solteres, i en un 27,3% no eren unitats familiars. En el 20,1% dels habitatges hi vivien persones soles el 9,6% de les quals corresponia a persones de 65 anys o més que vivien soles. El nombre mitjà de persones vivint en cada habitatge era de 2,63 i el nombre mitjà de persones que vivien en cada família era de 2,99.
Per edats la població es repartia de la següent manera: un 23,9% tenia menys de 18 anys, un 5,7% entre 18 i 24, un 26,8% entre 25 i 44, un 28,3% de 45 a 60 i un 15,3% 65 anys o més.
L'edat mediana era de 42 anys. Per cada 100 dones de 18 o més anys hi havia 91,8 homes.
La renda mediana per habitatge era de 89.450 $ i la renda mediana per família de 96.349 $. Els homes tenien una renda mediana de 62.375 $ mentre que les dones 43.083 $. La renda per capita de la població era de 40.402 $. Entorn de l'1,2% de les famílies i el 3,5% de la població estaven per davall del llindar de pobresa.

## Poblacions més properes
El següent diagrama mostra les poblacions més properes.